# 최운지
최운지(崔雲芝, 1927년 1월 17일~2024년 2월 11일)는 대한민국의 정치인이다. 제12·13·14대 국회의원을 지냈다.

## 학력
- 서울대대학원정치학박사

## 경력
- 재무부세관국장
- 관세청차장
- 대한올림픽위원회상임위원
- 한양대ㆍ건국대ㆍ명지대교수
- 한국ㆍ가봉합작회사사장
- 민주한국당정책심의회의장
- 국제전선주식회사사장
- 민중민주당 부총재
- 민한당정책의장
- IPU대표
- 재무위원
- 한일친선협회부회장
- 한일협회고문
- 한국세무사회고문
- 민자당당무위원
- 대한민국헌정회 이사
- 대한지적공사 사장

## 가족 관계
- 배우자: 심정숙(?~2018년 10월 13일)
  - 슬하: 최재덕, 최영천, 최아이린 (2남 1녀)

## 역대 선거 결과
|  | 24.36% |

|  | 19.7% |

|  | 49.15% |

|  | 38.5% |